# 島根県道275号十六島直江停車場線
島根県道275号十六島直江停車場線（しまねけんどう275ごう うっぷるいなおえていしゃじょうせん）は、島根県出雲市を通る一般県道である。

## 概要
出雲市十六島町から出雲市斐川町上直江に至る。

### 路線データ
- 起点：島根県出雲市十六島町
- 終点：島根県出雲市斐川町上直江（JR西日本山陰本線 直江駅、島根県道197号木次直江停車場線終点）

## 路線状況

### 重複区間
- 島根県道23号斐川一畑大社線（出雲市小津町）
- 島根県道250号鰐淵寺線（出雲市口宇賀町・西田小学校入口交差点 - 出雲市西郷町）
- 島根県道159号出雲平田線（出雲市西代町）

### 道路施設

#### 橋梁
- 新金山橋（金山川、出雲市）
- 西代橋（斐伊川、出雲市）
- 以古橋（新川、出雲市）
- 五右衛門橋（五右衛門川、出雲市）

## 地理

### 通過する自治体
- 島根県
  - 出雲市

### 交差する道路
| 交差する道路                                                       | 交差する場所 | 交差する場所         |
| ------------------------------------------------------------------ | ------------ | -------------------- |
| 島根県道23号斐川一畑大社線 重複区間起点                            | 小津町       |                      |
| 島根県道23号斐川一畑大社線 重複区間終点                            | 小津町       |                      |
| 島根県道250号鰐淵寺線 重複区間起点                                 | 口宇賀町     | 西田小学校入口交差点 |
| 島根県道250号鰐淵寺線 重複区間終点                                 | 西郷町       |                      |
| 国道431号                                                          | 平田町       | 本田橋交差点         |
| 島根県道159号出雲平田線 重複区間起点                               | 西代町       |                      |
| 島根県道159号出雲平田線 重複区間終点 島根県道351号出雲路自転車道線 | 西代町       |                      |
| 島根県道161号斐川出雲大社線                                        | 斐川町福富   | 福富交差点           |
| 国道9号                                                            | 斐川町直江   | 直江交差点           |
| 島根県道197号木次直江停車場線                                      | 斐川町上直江 | 終点                 |

### 交差する鉄道
- 一畑電車北松江線

### 沿線
- 平田北浜郵便局
- 出雲市立北浜小学校
- 出雲市立西田小学校
- 出雲市立中部小学校
- JR西日本山陰本線 直江駅